# Pietre d'inciampo in Valle d'Aosta
La lista delle pietre d'inciampo in Valle d'Aosta contiene l'elenco delle pietre d'inciampo (in tedesco Stolpersteine) posate nella regione. Esse commemorano le vittime della persecuzione del regime nazista nell'ambito di un'iniziativa dell'artista tedesco Gunter Demnig estesa a tutta l'Europa.

## Provincia di Aosta

### Aosta
| Pietra d'inciampo | Pietra d'inciampo                                                   | Pietra d'inciampo | Pietra d'inciampo                                                                                           | Cenni biografici |
| Data di posa      | Luogo di posa                                                       | Stolpersteine     | Incisione                                                                                                   | Cenni biografici |
| ----------------- | ------------------------------------------------------------------- | ----------------- | --- | --- |
| 26 gennaio 2022   | Corso Battaglione, 169 ingresso Questura 45°44′00.63″N 7°18′17.53″E |                   | QUI ERA IN SERVIZIO CAMILLO RENZI NATO 1903 ARRESTATO 16.8.1944 DEPORTATO 1944 DACHAU ASSASSINATO 13.2.1945 | Camillo Renzi (Mugnano del Cardinale, 1 aprile 1903 - Dachau, 12 febbraio 1945), si laurea in giurisprudenza nel 1925 a Napoli. L’anno successivo entra in Polizia col grado di commissario di Pubblica Sicurezza prestando servizio a Genova, Roma e Torino, dove dal giugno 1928, è addetto alla sicurezza della principessa Maria Josè di Savoia. Insignito "Cavaliere" dell’Ordine della Corona d'Italia nel 1932, è poi "Ufficiale" nel 1940. Nel dicembre del 1932 si iscrive "obbligatoriamente" al PNF, sposa Franca Scaramellino l'anno successivo. Nel 1943 seguita la futura regina ad Aosta, rifiuta l’offerta di riparare in Svizzera con lei e riprende servizio a Napoli, ma è nuovamente inviato alla questura di Aosta. Dalla sua posizione privilegiata diviene prezioso collaboratore delle formazioni partigiane, offre aiuto ad ebrei ed antifascisti. Scoperto è arrestato con la moglie ed entrambi deportati nel Reich destinato a Dachau dove muore il 12 febbraio 1945. La moglie, internata a Ravensbrück, sopravvive provata nel fisico e nella psiche dalla tremenda esperienza. Riconosciuto partigiano combattente caduto. La questura di Aosta ha intitolato alla sua figura un'ala dell'edificio. Nel 2002 gli è stata intitolata la scuola elementare del paese natio. |